# 小野馥
小野 馥（おの かおる、1928年 - 2022年6月14日）は、日本のアナウンサー。山陽放送開局時のアナウンサーの一人である。

## 経歴
1953年、山陽放送に第1期アナウンサーとして入社する（同期に小川康子、永野孜、西本功、松浦淑恵、柳井美和）。1961年にはアナウンス課長として、当時の岡山県知事である三木行治にインタビューをおこなった。
1963年に業務局業務部副部長・連絡課長、1964年6月に高松支社長、山陽放送サービス・山陽映画の両取締役支配人、1982年から1985年まではアナウンス部長を歴任。
2022年6月14日に死去、93歳没。